# Place de la Madeleine
Pour les articles homonymes, voir Place de la Madeleine (homonymie).
La place de la Madeleine est une place du 8e arrondissement de Paris.

## Situation et accès
Située quartier de la Madeleine dans le 8e arrondissement de Paris, cette place de forme rectangulaire mesure 218 mètres de long sur 128 mètres de large.
Sur cette place aboutissent :
- la rue Chauveau-Lagarde
- la rue Tronchet
- la rue de Sèze
- le boulevard de la Madeleine
- la rue Duphot
- la rue Royale
- la galerie de la Madeleine
- le boulevard Malesherbes
- le passage de la Madeleine

Ce site est desservi par la station de métro Madeleine.

## Origine du nom
Elle porte ce nom car l'église de la Madeleine est située sur cette place.

## Historique
La place de la Madeleine a été formée en 1815 sur des terrains appartenant au prieuré Notre-Dame de Grâce de la Ville-l'Évêque.
L'église de la Madeleine occupe l'emplacement de l'hôtel de Chevilly, qui datait de 1728 et se situait rue Basse-du-Rempart, voie qui a été absorbée dans le boulevard des Capucines.
Par ordonnance du 20 juin 1824, les abords de l'église de la Madeleine sont réaménagés et plusieurs voies sont ouvertes à cette occasion :
« Louis, par la grâce de Dieu, roi de France et de Navarre, à tous ceux qui ces présentes verront, salut. Sur le rapport de notre ministre secrétaire d’État au département de l'Intérieur ;
vu le plan d'alignement de la place à former autour de l'église de la Madeleine et des autres voies qui devront y aboutir, dressé en exécution du décret du 10 septembre 1808 ;
vu la délibération du Conseil général du département de la Seine, faisant fonctions de Conseil municipal de la ville de Paris, en date du 14 mars dernier ;
vu le procès-verbal de la publication du plan et les réclamations qui se sont élevées contre les alignements proposés ;
vu l'avis du préfet du département ;
vu enfin le décret du 10 septembre 1808 ;
notre Conseil d’État entendu, nous avons ordonné et ordonnons ce qui suit :
- Article 1 : sont approuvés les alignements tracés par des lignes noires sur le plan ci-joint, dont les dispositions consistent :
  - 1° À former autour du monument de la Madeleine une place (la place de la Madeleine) de forme carrée et dont les côtés seront parallèles à ceux du temple.
  - 2° À prolonger la rue Royale, conduisant de la rue Saint-Honoré à la principale entrée du temple, et à donner à ce prolongement une largeur de 43 mètres.
  - 3° À ouvrir sur l'arrière-fond de la place, dans le prolongement de l'axe du monument et sur une largeur égale à celle de la rue Royale, une rue qui sera appelée rue Tronchet, et qui se terminera à la rue Neuve-des-Mathurins.
  - 4° À former jusqu'à la rencontre de la rue d'Anjou, un boulevard sous la dénomination de boulevard Malesherbes, à angle correspondant au boulevard de la Madeleine, et sur une largeur de 43 mètres, pareille à celle de ce dernier boulevard.
  - 5° À ouvrir, dans le prolongement du côté septentrional de la place, à gauche, et dans une largeur de 10 mètres, une rue sous la dénomination de rue Chauveau-Lagarde, aboutissant au nouveau boulevard, et, à droite, une seconde rue qui portera le nom de rue de Sèze formera le prolongement de la première, et se terminera au boulevard de la Madeleine, à l'extrémité de la rue de Caumartin.

- Article 2 : les propriétaires riverains seront tenus de se conformer, pour les constructions qu'ils voudraient élever, aux alignements indiqués par le plan ci-joint, sous la réserve des indemnités dues à raison de pertes ou d'acquisitions de terrains, et qui seront réglées conformément aux lois.
- Article 3 : ll ne sera accordé aux propriétaires des terrains et maisons situés sur la partie à droite du prolongement de la rue Royale aucune autorisation de s'avancer sur l'alignement qu'autant que les bâtiments du côté opposé auraient reculé.
- Article 4 : notre ministre secrétaire d’État au département de l'Intérieur est chargé de l'exécution de la présente ordonnance.

Donné au château des Tuileries, le 2 juin de l'an de grâce 1824, et de notre règne le vingt-neuvième.
Signé : LOUIS. »
Durant les Trois Glorieuses, la voie fut le théâtre d'affrontement entre les insurgés et la troupe.
La place de la Madeleine était ornée de deux fontaines, œuvres de Gabriel Davioud. L'une de ces fontaines, située en face du no 7, fut déplacée en 1903 dans le square situé place Santiago du Chili (7e arrondissement) à la rencontre de l'avenue de La Motte-Picquet et du boulevard de Latour-Maubourg, pour céder la place à une statue de Jules Simon. L'autre fontaine, située de l'autre côté de la place près de la galerie de la Madeleine, fut transférée vers 1910 au centre de la place François-Ier pour faire place à un monument à Victorien Sardou.
Le 30 mai 1918, durant la Première Guerre mondiale, un obus lancé par la Grosse Bertha explose place de la Madeleine, derrière l'église.

## Bâtiments remarquables et lieux de mémoire
- No 2 : au début du XXe siècle, cet immeuble abritait le célèbre restaurant Durand, où se réunissaient, en 1848, les députés de l'opposition et qui eut son heure de gloire au moment du boulangisme : en 1889, le général Georges Boulanger célèbre sa victoire aux élections législatives dans le café, alors que 50 000 personnes sont réunies place de la Madeleine ; certains partisans interpellent Boulanger, lui demandant de prendre l'Élysée mais il choisit de rester dîner sur place : ses soutiens sont déçus et les craintes de ses adversaires attisées, qui désormais s'attellent à le discréditer[3]. Plus tard, Émile Zola et Jean Jaurès fréquentèrent aussi le café.
- No 3 : remarquable ensemble construit en 1842 par Théodore Charpentier. Les photographes Otto Wegener et Eugène Pirou auront leur studio au no 3, en 1900. Le styliste Nino Cerruti y a installé sa maison de haute couture en 1967.
- No 4 : domicile du compositeur Camille Saint-Saëns (1835-1921).
- No 7 : le philosophe et homme politique Jules Simon (1814-1896) habita pendant un demi-siècle dans cet immeuble où il est mort[4]. Son monument en marbre blanc fut érigé en 1903 par Denys Puech en face de cet immeuble[5]. Il a été déplacé sur la place du Guatemala. L'immeuble a également été habité par l'historien Amédée Thierry (1797-1873) de 1820 à 1829, par l'auteur dramatique Henri Meilhac (1831-1897) et par Adrien Hébrard (1833-1914), directeur du journal Le Temps. L'immeuble abrite le magasin de l'orfèvre Odiot.
- No 9 : immeuble orné de sculptures de Jean-Baptiste-Jules Klagmann. Il abrite :
  - la galerie de la Madeleine, passage couvert reliant la place de la Madeleine à la rue Boissy-d'Anglas. Il a été commencé en 1840 et terminé en 1845 par l'architecte Théodore Charpentier ;
  - le restaurant Lucas-Carton. En 1732, Robert Lucas ouvre une Taverne anglaise où l'on sert de la viande froide et du pudding. Le restaurant Lucas est acheté en 1890 par Scaliet, qui fait créer vers 1904-1905 l'extraordinaire décor Art nouveau, attribué par certains à Louis Majorelle et par d'autres à Étienne de Gounevitch avec des bronzes de Galli[6]. En 1925, le restaurant passe à Francis Carton qui le rebaptise Lucas-Carton. Sept petits salons sont créés au premier étage, accessibles par le passage de la Madeleine. En 2005, le restaurant, redécoré par Noé Duchaufour-Lawrance, est rebaptisé Senderens par son propriétaire, le chef Alain Senderens, qui a repris l'établissement en 1985 ;
  - Jean Cocteau a habité dans cet immeuble avec Jean Marais au printemps 1938[7].
- No 10 : un restaurant Bouillon Duval s'y trouvait au XIXe siècle.

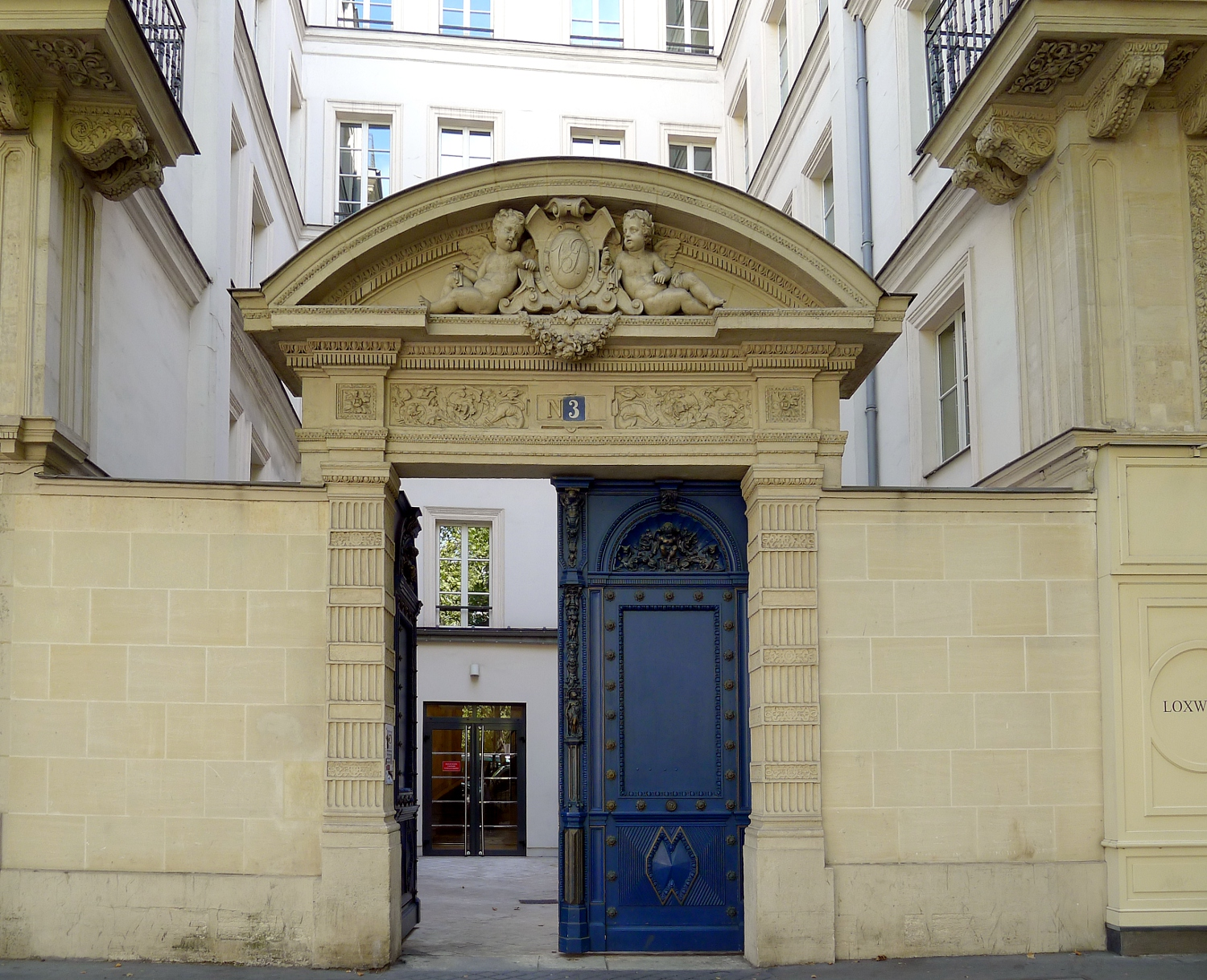
L'entrée du no 3.
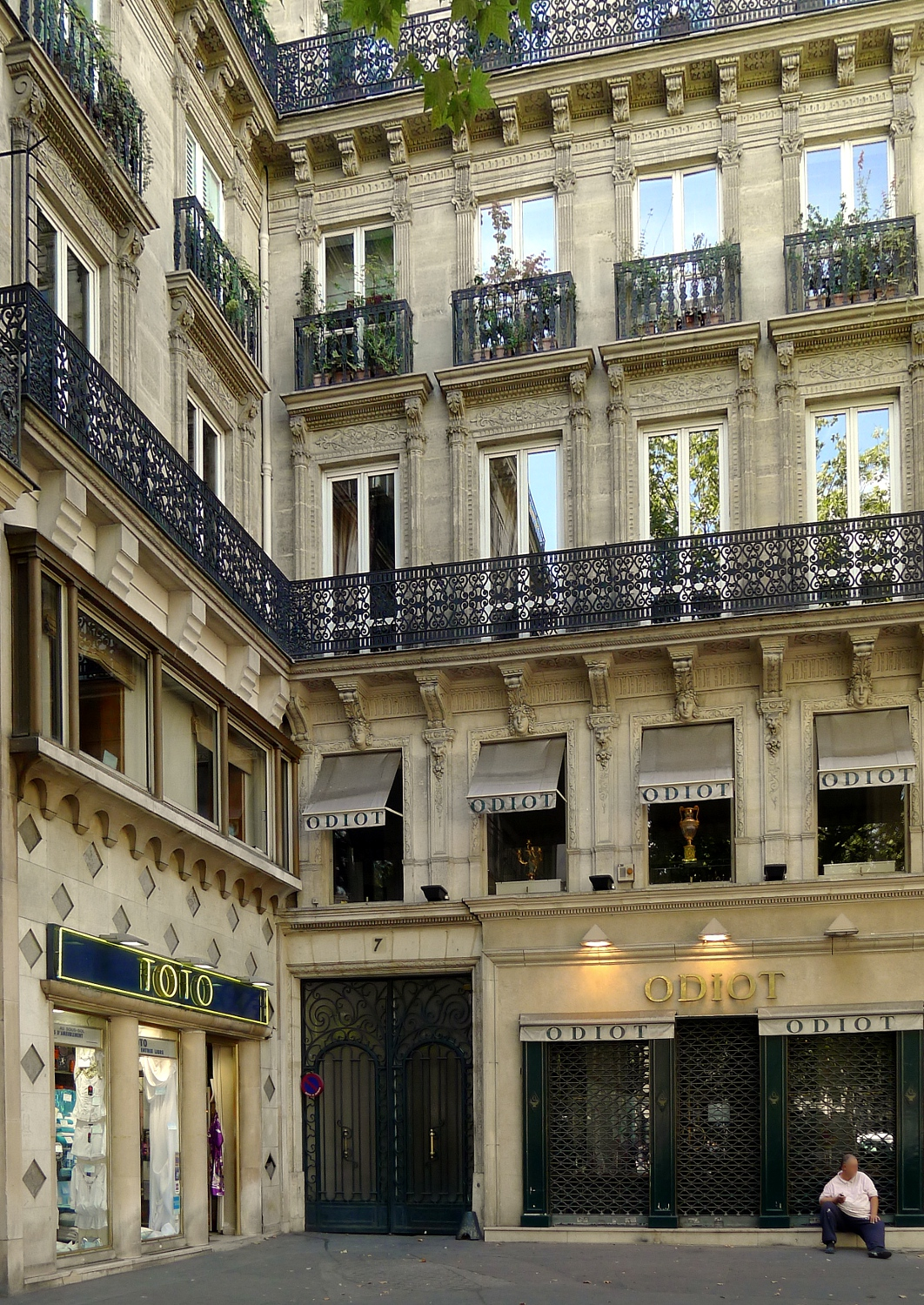
Le no 7.
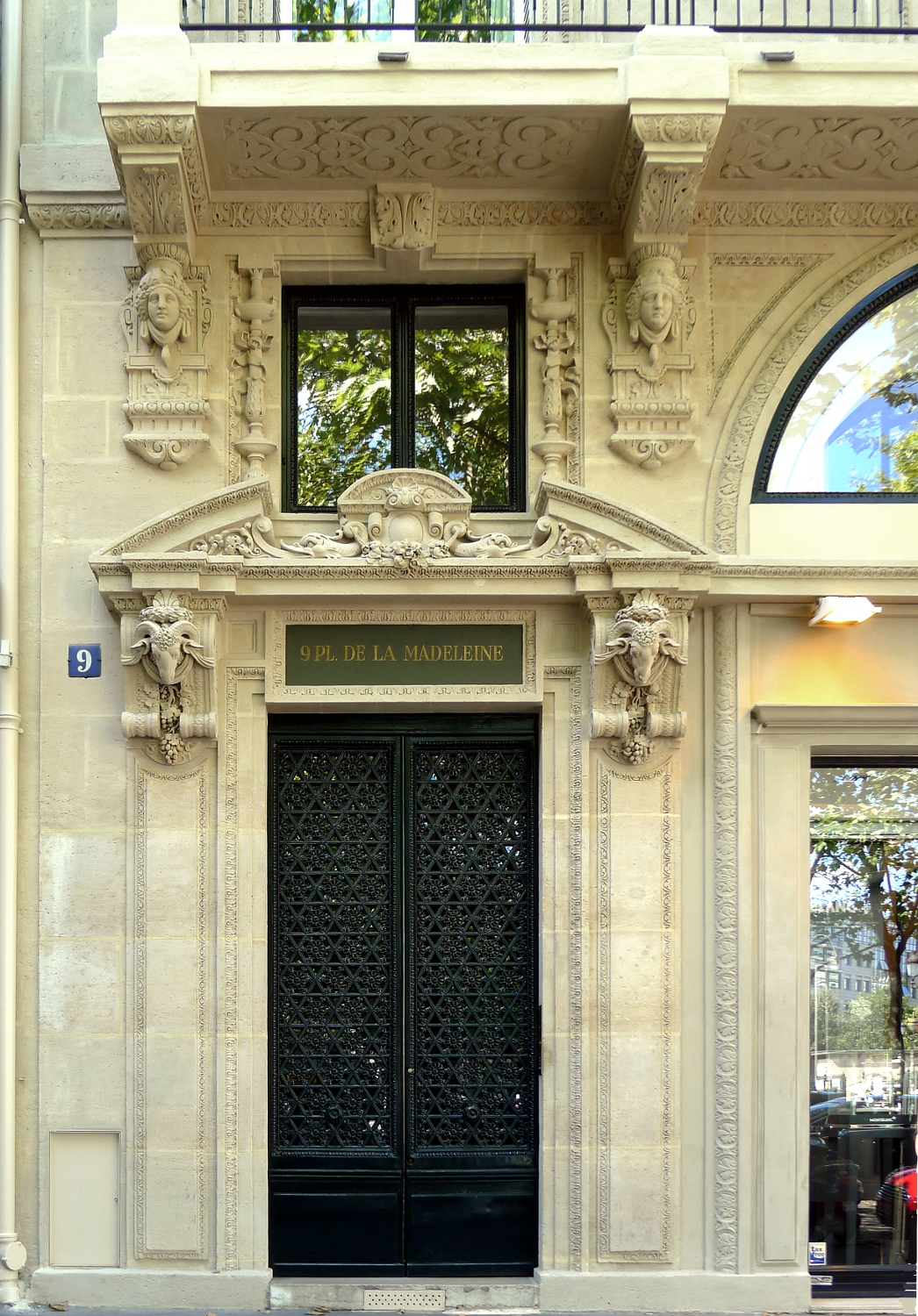
Le no 9.
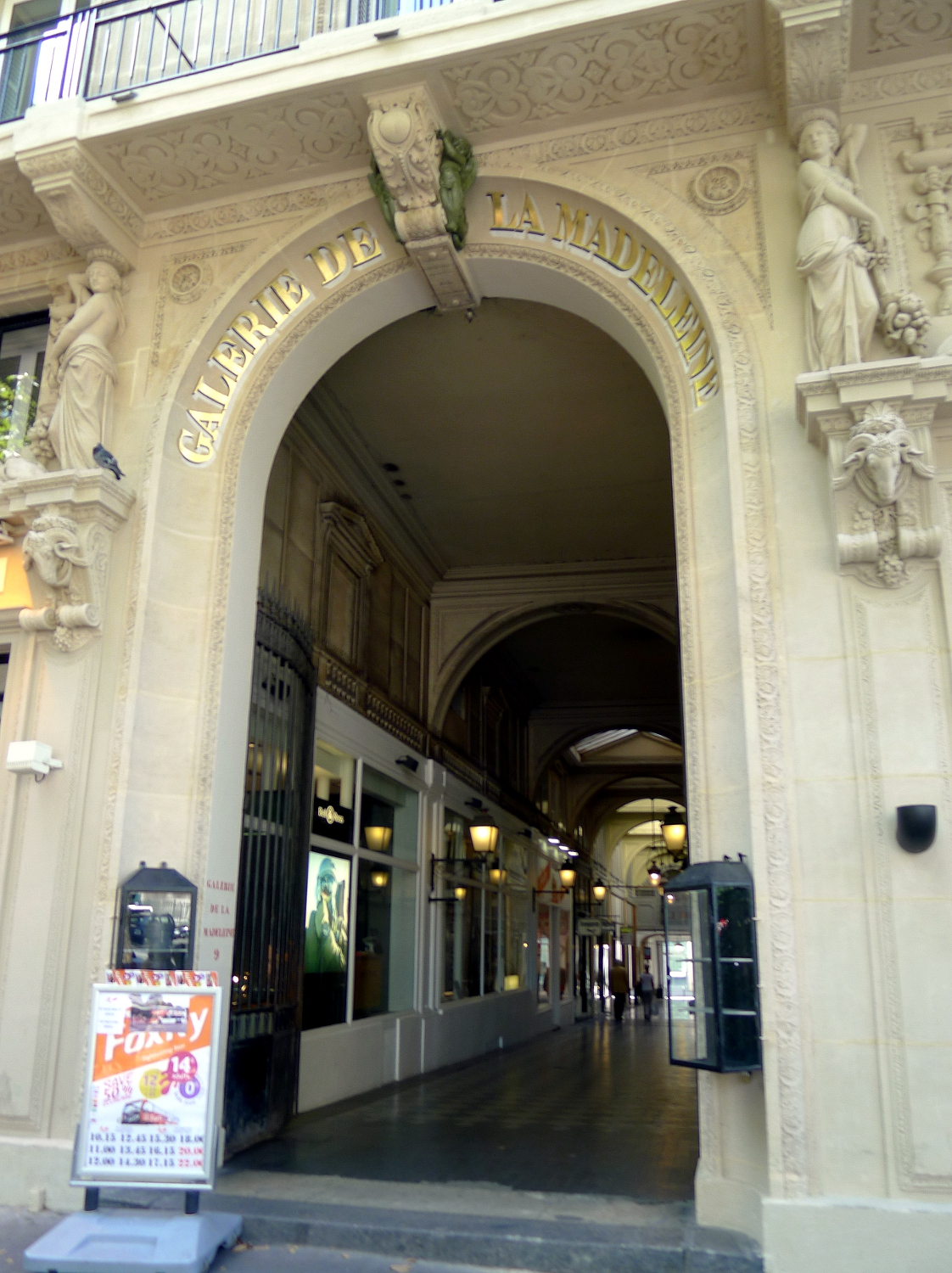
No 9, entrée de la galerie de la Madeleine.
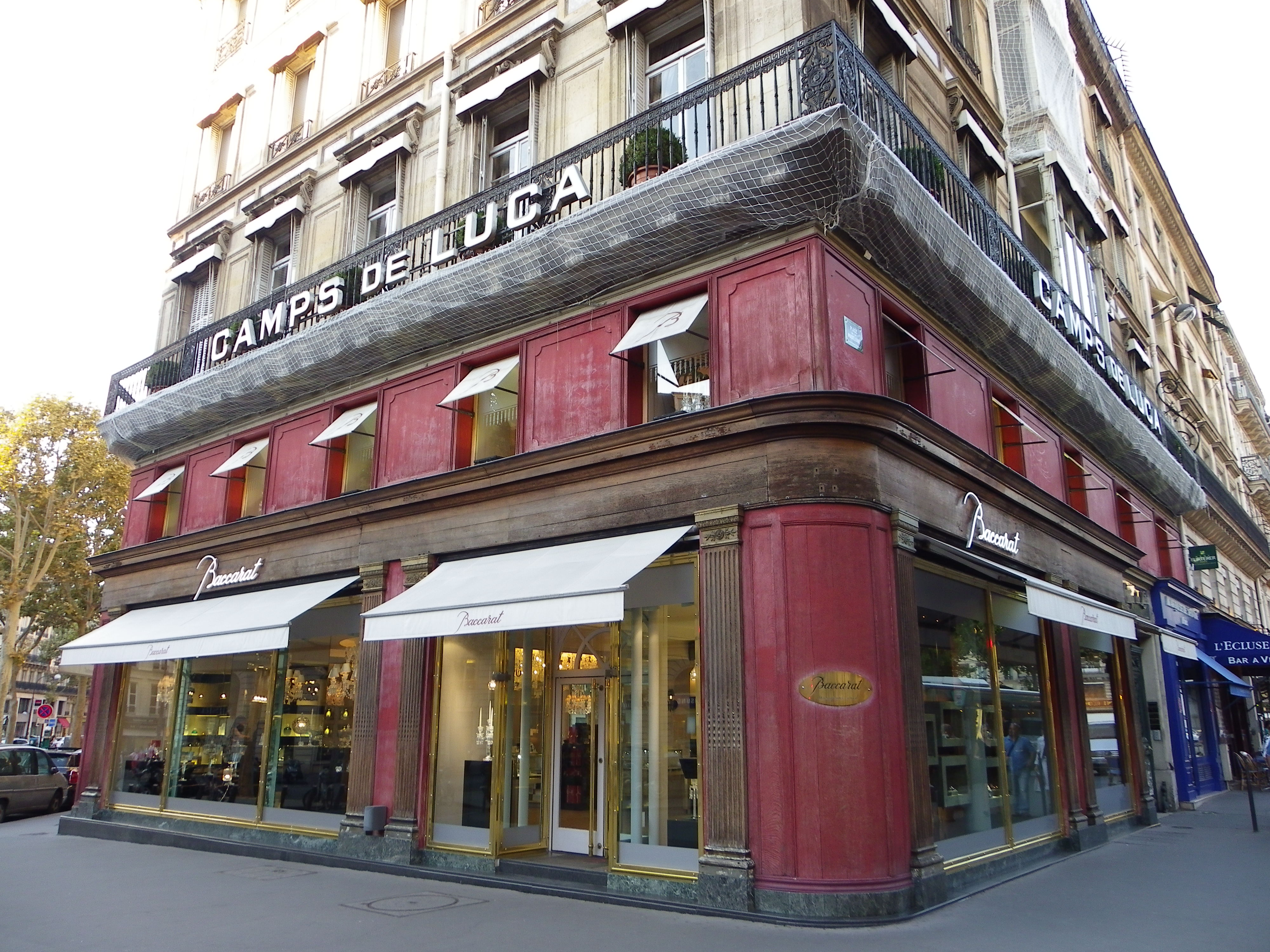
No 11 : boutique Baccarat.

- No 16 : le lavatory Madeleine, latrines publiques inscrites au titre des monuments historiques en 2011[8].
- No 17 : 
  - domicile de l'écrivain André Rivoire (1872-1930) ;
  - maison de thé Mariage Frères.
- No 18 : le couturier Lucien Lelong (1889-1958) eut sa maison de couture à cette adresse de 1918 à 1924.
- No 21 :
  - passage de la Madeleine : ouvert en 1815 sous le nom de « passage de la Ville-l'Évêque » ;
  - anciennement : épicerie fine Hédiard fondée en 1854 par Ferdinand Hédiard (1832-1898), fermée en 2013. En 2024, une enseigne de matériel informatique s'installe à sa place[9].
- No 27 : garage édifié à l'emplacement du marché de la Madeleine construit en 1834 sur les terrains de la compagnie Chabert.
- No 28 : la Pinacothèque de Paris, galerie d'expositions temporaires privée ouverte en juin 2007 et fermée le 15 février 2016.

Vues de la place de la Madeleine
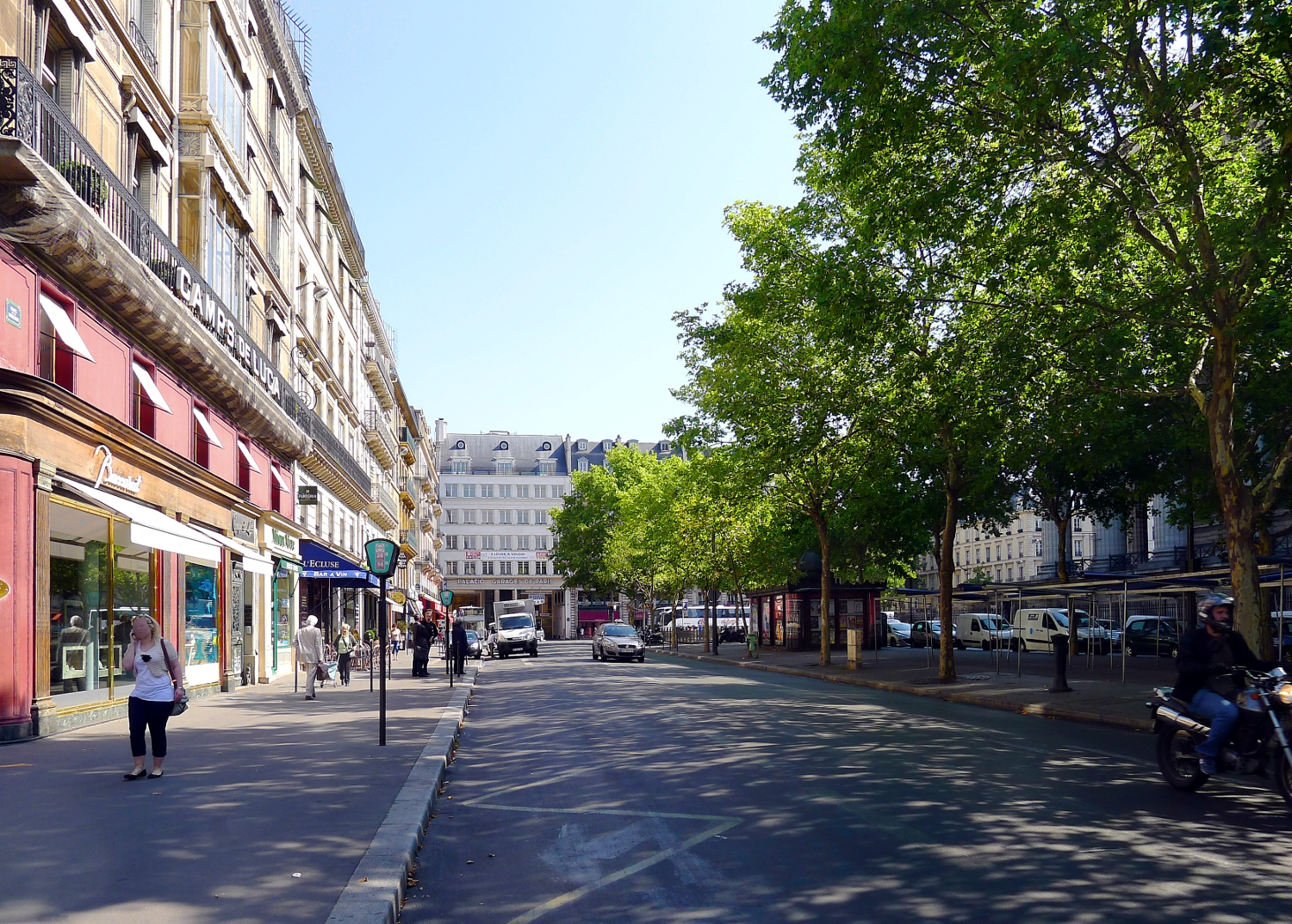
Vers l'est.
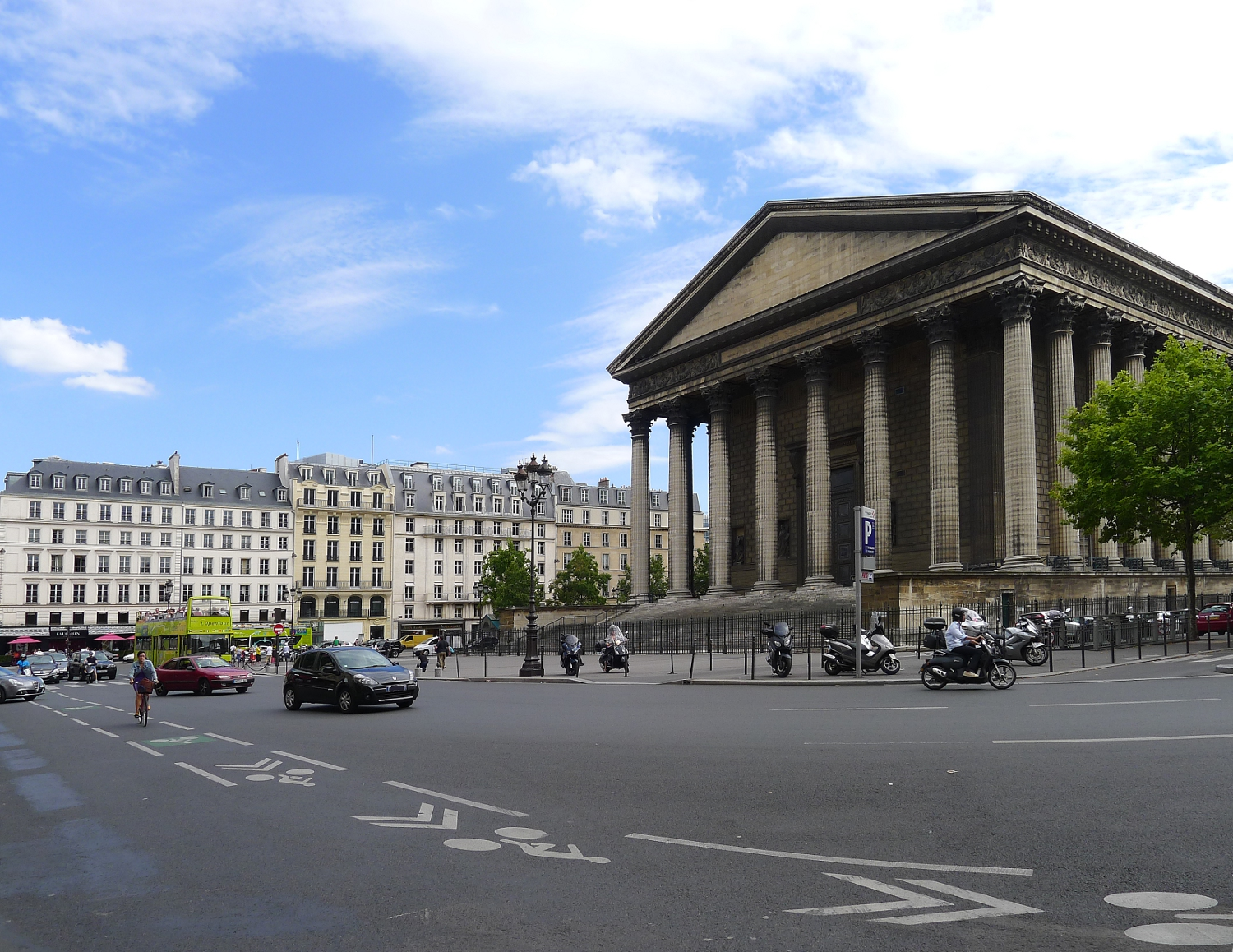
Vers le sud.
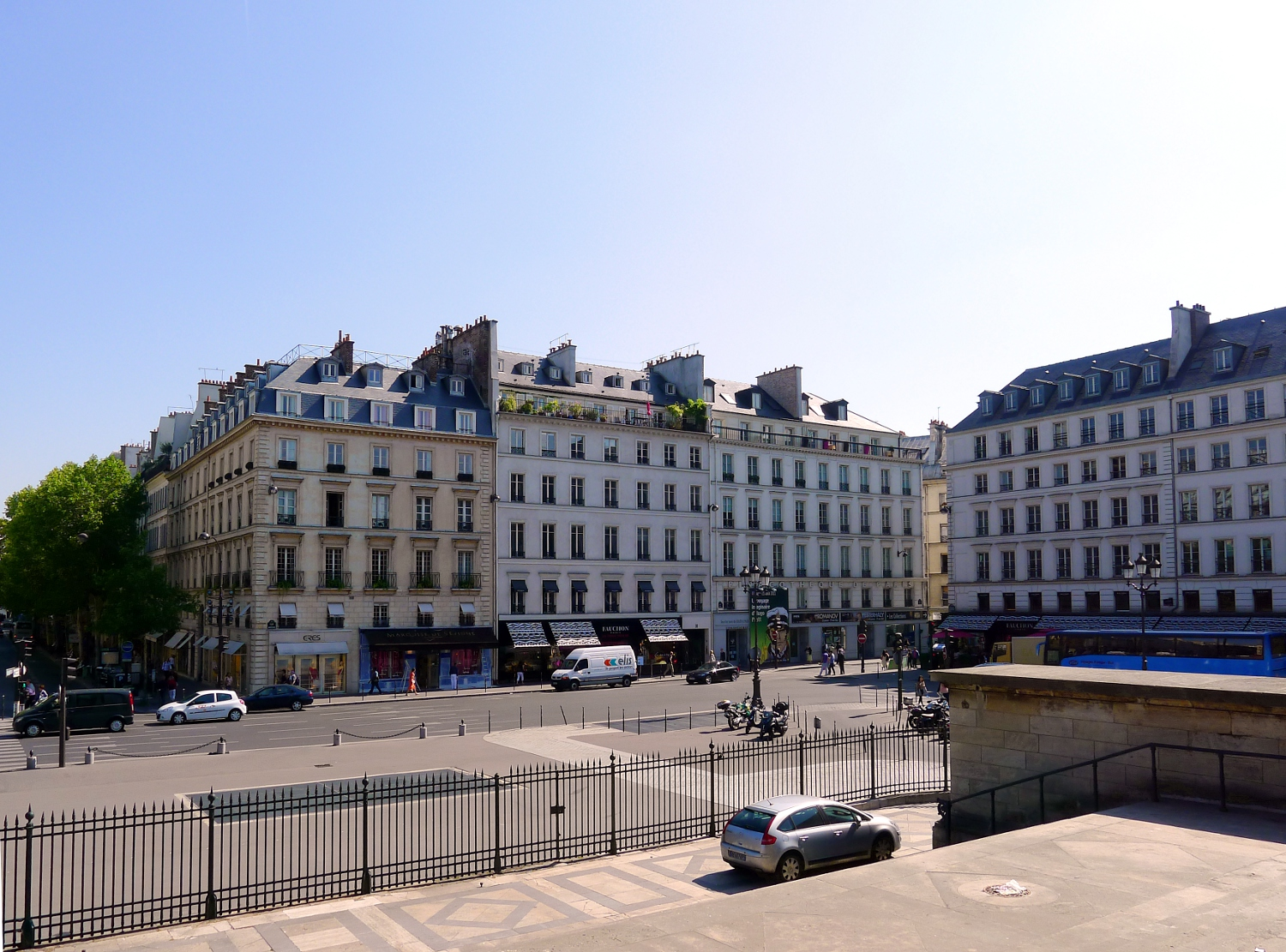
Vers le sud-ouest.
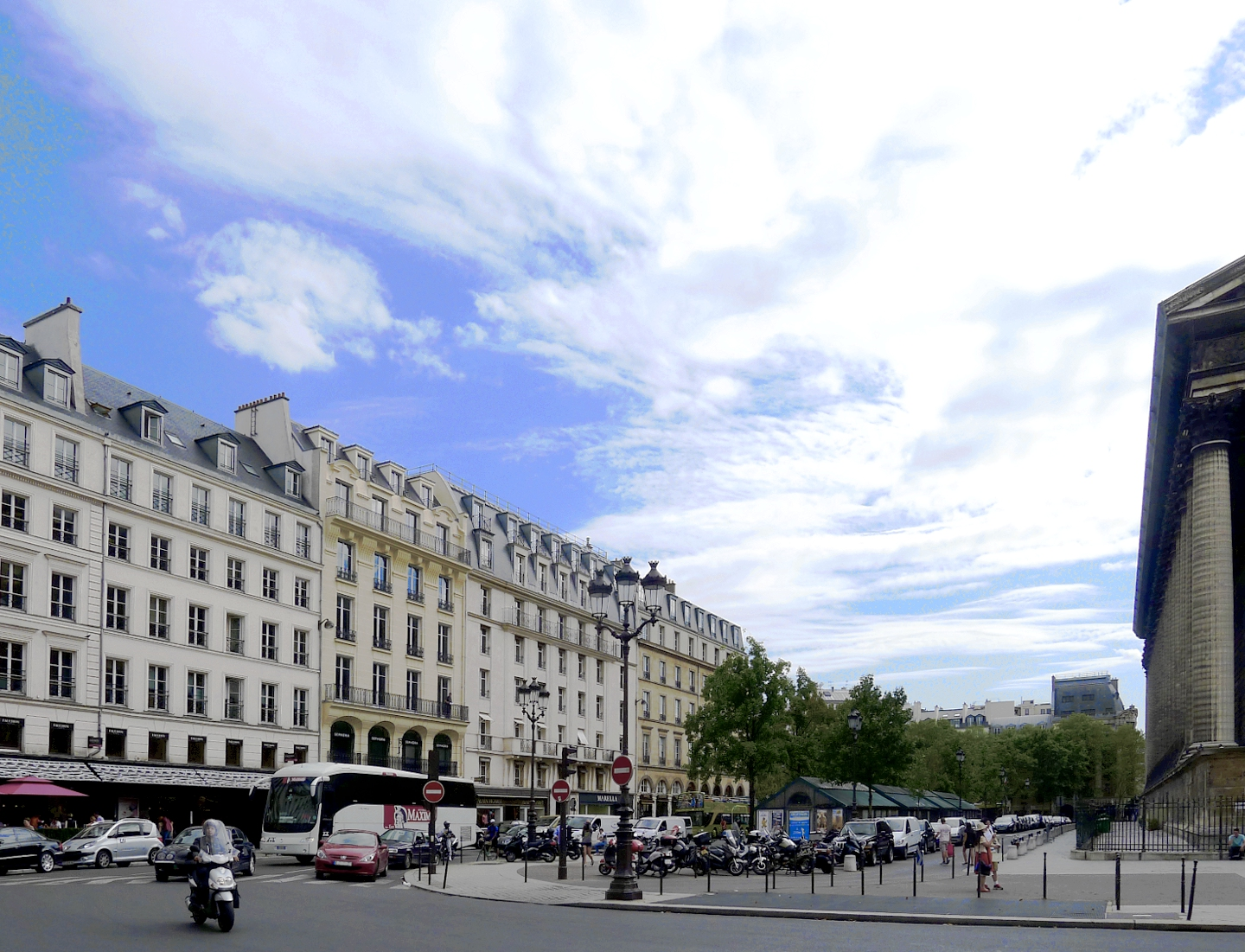
Vers l'ouest.

## La place de la Madeleine vue par les artistes

La place de la Madeleine vue par les artistes
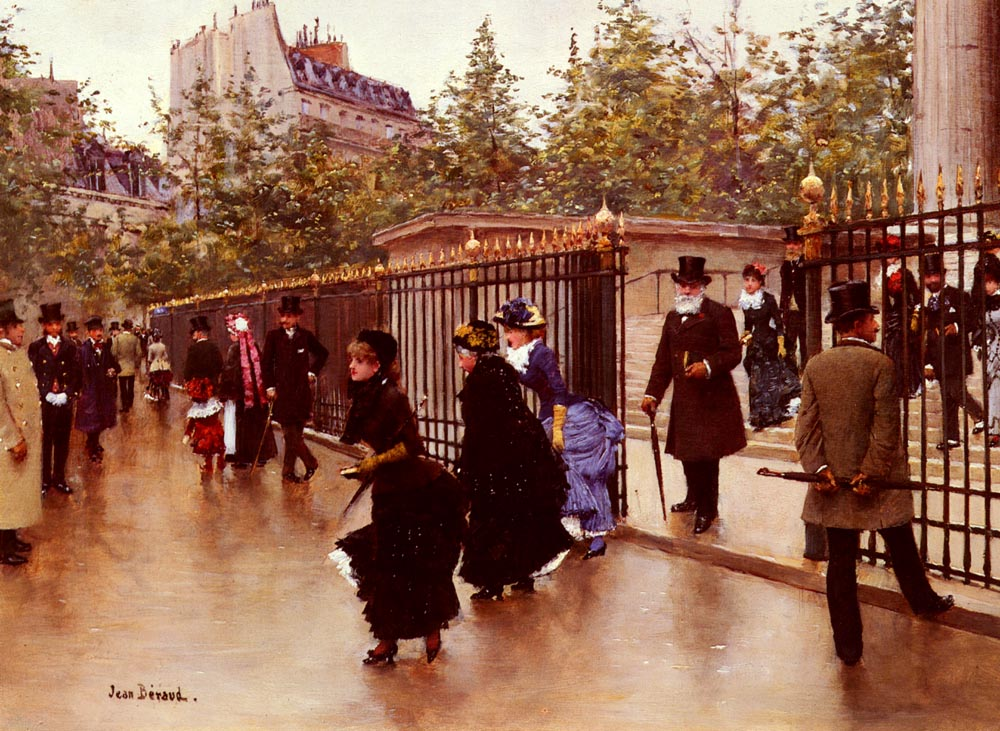
Jean Béraud, Sortant de la Madeleine, Paris, localisation inconnue.
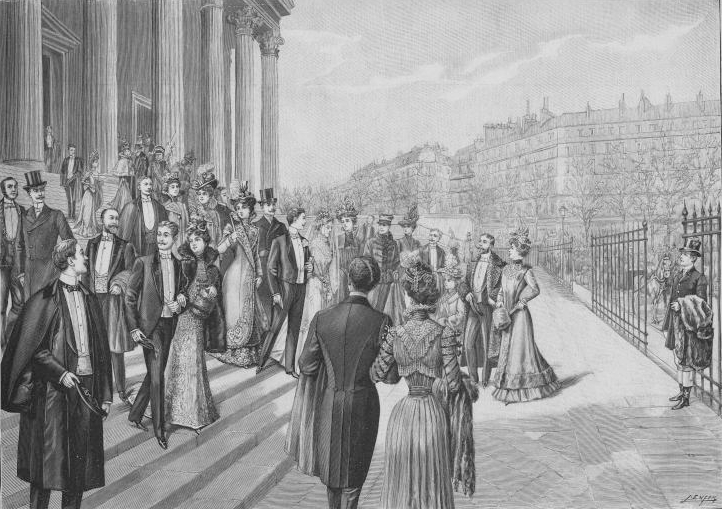
Un grand mariage à la Madeleine, illustration pour Le Figaro illustré, mars 1900.
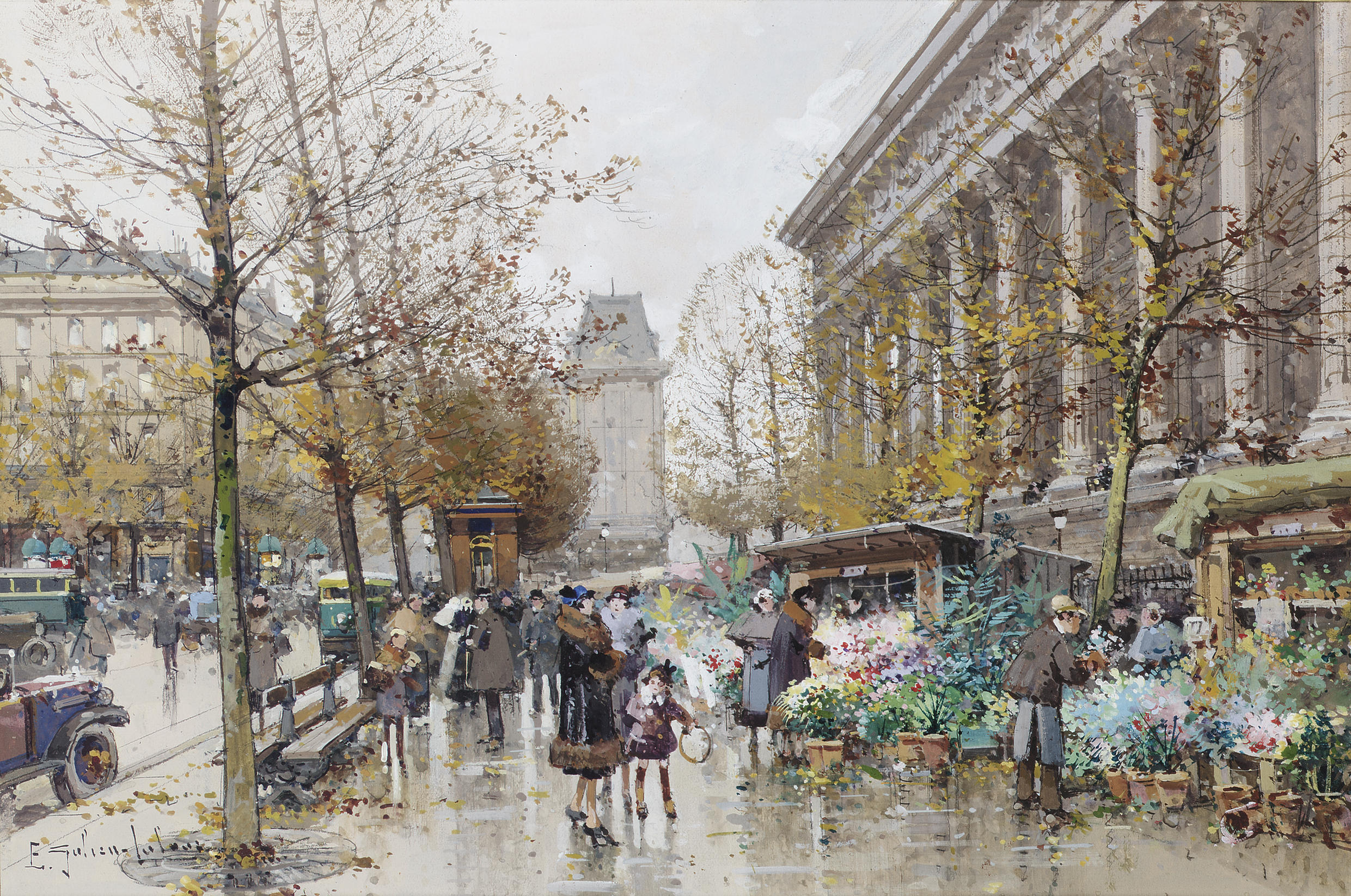
Eugène Galien-Laloue, Paris, marché aux fleurs à la Madeleine (vers 1910), localisation inconnue.
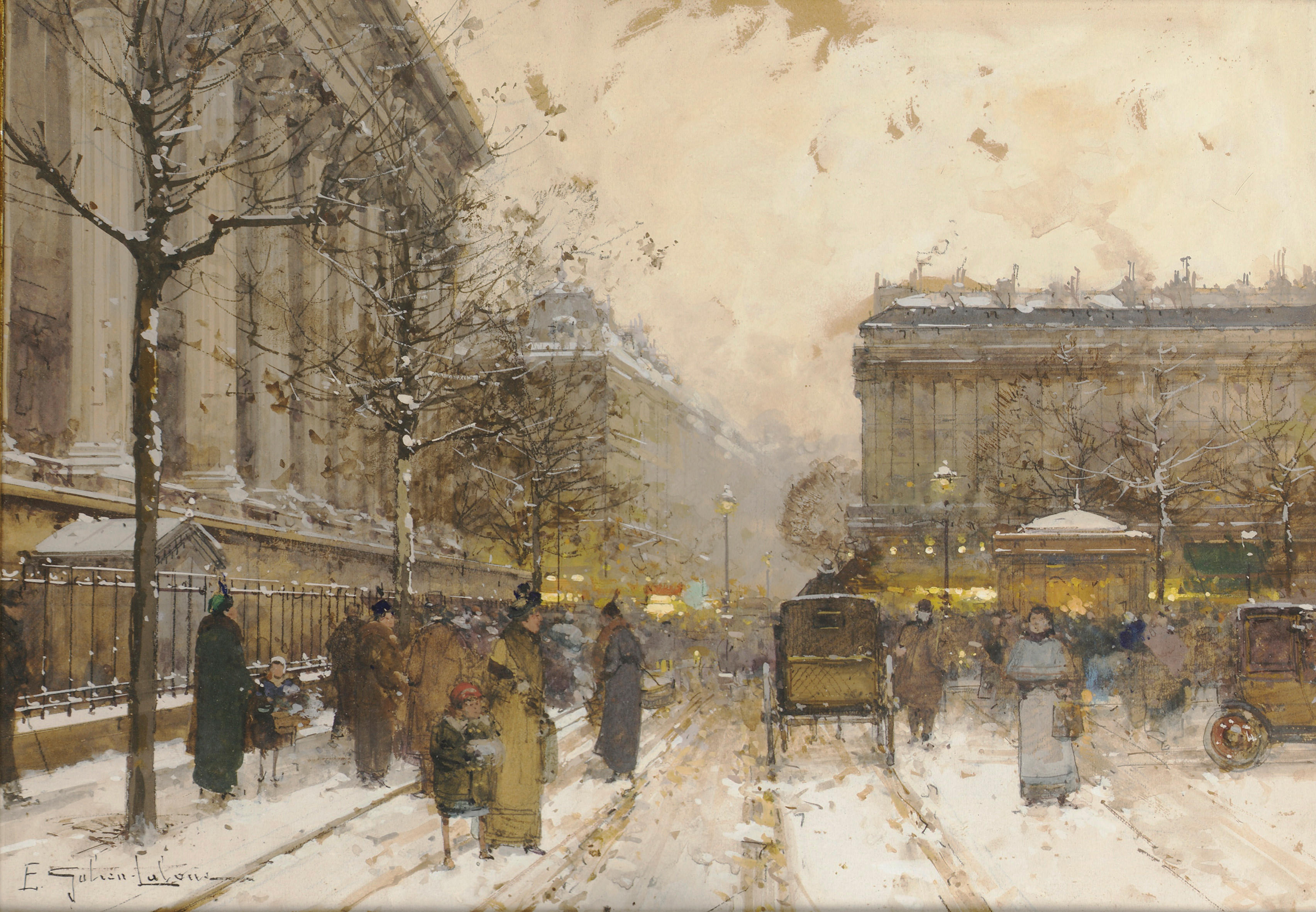
Eugène Galien-Laloue, La Madeleine, Paris (vers 1910), localisation inconnue.
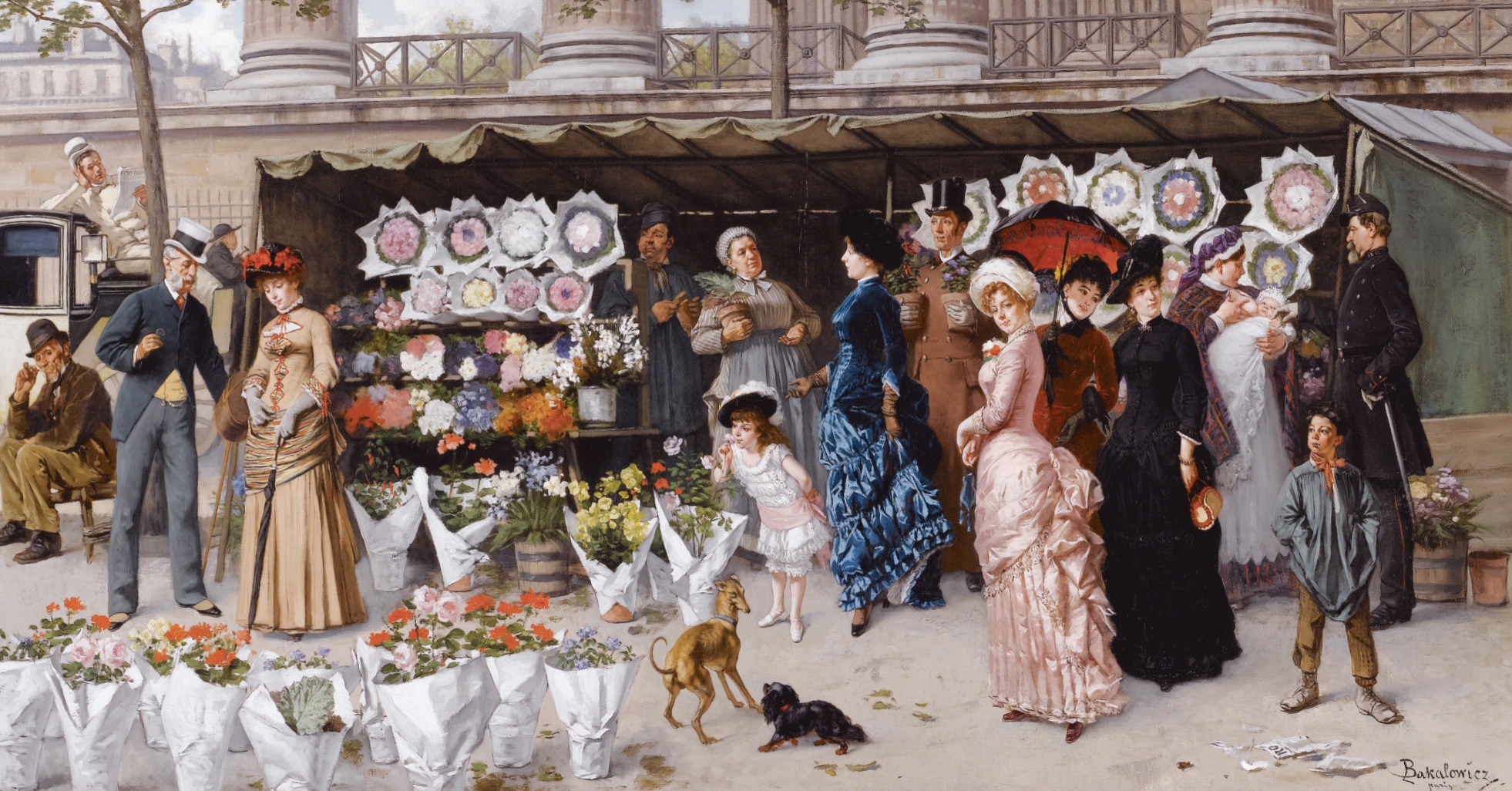
Ladislaus Bakalowicz, Marché aux fleurs à la Madeleine (avant 1913), localisation inconnue.
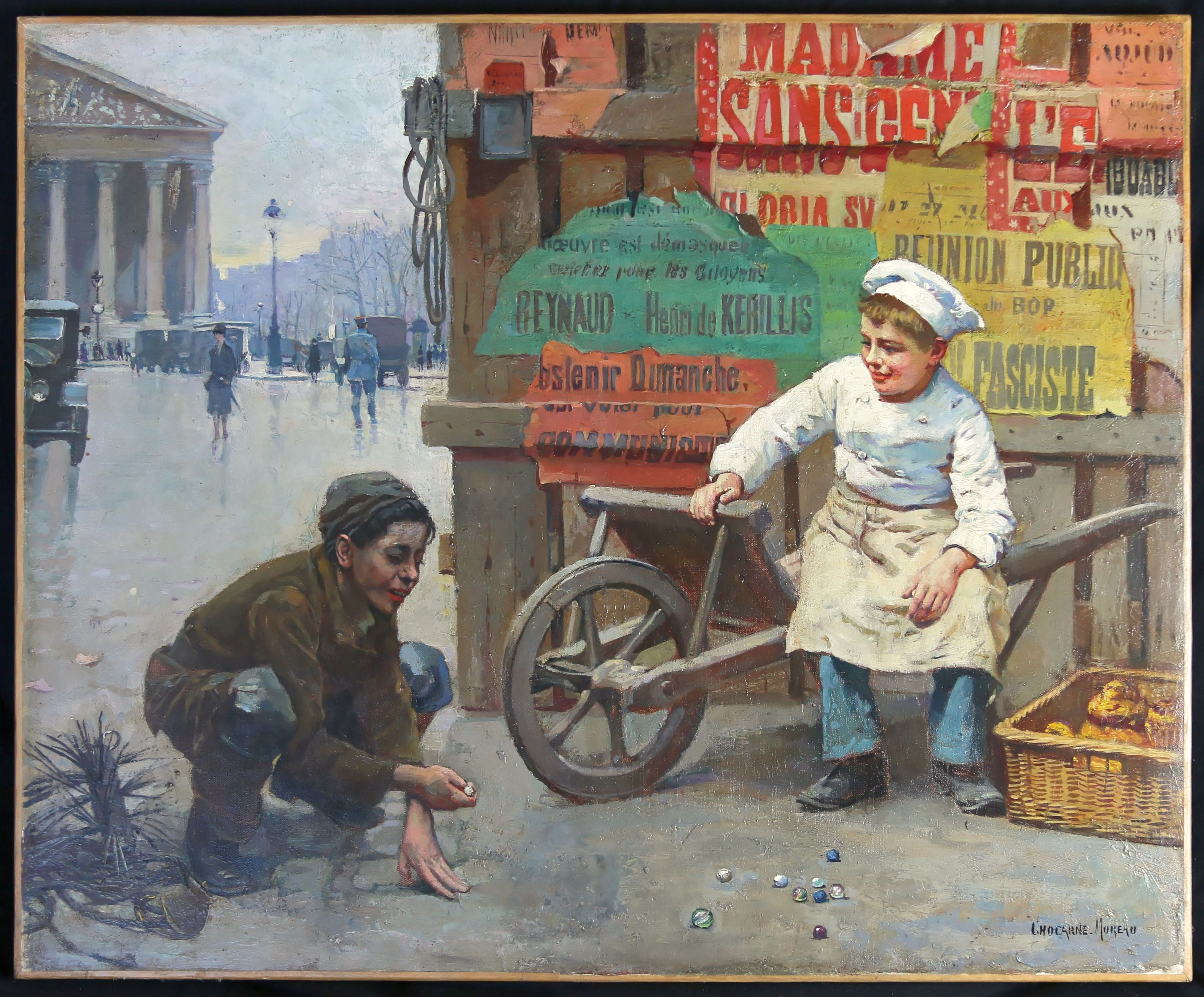
Paul Chocarne-Moreau Petit ramoneur et mitron jouant aux billes Place de la Madeleine (1926)